# Beethovens trea
Se även Symfoni nr 3 (Beethoven)!
Beethovens trea är en amerikansk komedi från 2000 i regi av David M. Evans med Judge Reinhold och Julia Sweeney i huvudrollerna. Filmen, som släpptes direkt på VHS, hade Sverigepremiär den 21 december 2000.

## Handling
George Newton och hans familj är på skidsemester, men har för avsikt att ansluta sig till en släktträff i Kalifornien. Och för att en av familjemedlemmarna verkligen ska komma låter de honom åka med Georges bror Richard. Så familjemedlemmen följer med Richard när han och hans familj, en gnatande fru och två brattungar, är på väg till släktträffen i deras husbil. Barnen i familjen ser fram emot resan med stor tristess trots att husbilen är fylld av moderniteter som bland annat en DVD-spelare. Men vad Richard och hans familj inte vet, är att en av DVD-filmerna som de köpt tillhör ett gäng skurkar som verkligen inte vill att innehållet på den filmen ska ses av någon. Så de försöker göra allt de kan för att åter komma över filmen från familjen. Men skurkarna, och familjen Newton, hade inte räknat med att de skulle få oväntad hjälp...

## Om filmen
Filmen är inspelad i Big Bear Lake och Los Angeles samt på Paramount Ranch i Kalifornien. Filmserien har sen fått ytterligare tre stycken uppföljare, dessa har inte haft några större framgångar.

## Rollista (urval)
- Judge Reinhold - Richard Newton
- Julia Sweeney - Beth Newton
- Joe Pichler - Brennan Newton
- Michaela Gallo - Sara Newton
- Michael Ciccolini - Tommy
- Jamie Marsh - Bill
- Danielle Weiner - Penny
- Frank Gorshin - Morrie Newton